# Cathy Sulinski
Cathy Sulinski (eigentlich Catherine Ann Sulinski; * 3. April 1958 in San Francisco) ist eine ehemalige US-amerikanische Speerwerferin.
1979 gewann sie Bronze bei den Panamerikanischen Spielen in San Juan, 1984 wurde sie Zehnte bei den Olympischen Spielen 1984 in Los Angeles, und 1985 wurde sie Achte beim Leichtathletik-Weltcup in Canberra.
1985 wurde sie US-Meisterin.
Ihre persönliche Bestleistung von 61,10 m stellte sie am 14. Juli 1984 in Berkeley auf.